# Jan Wierix

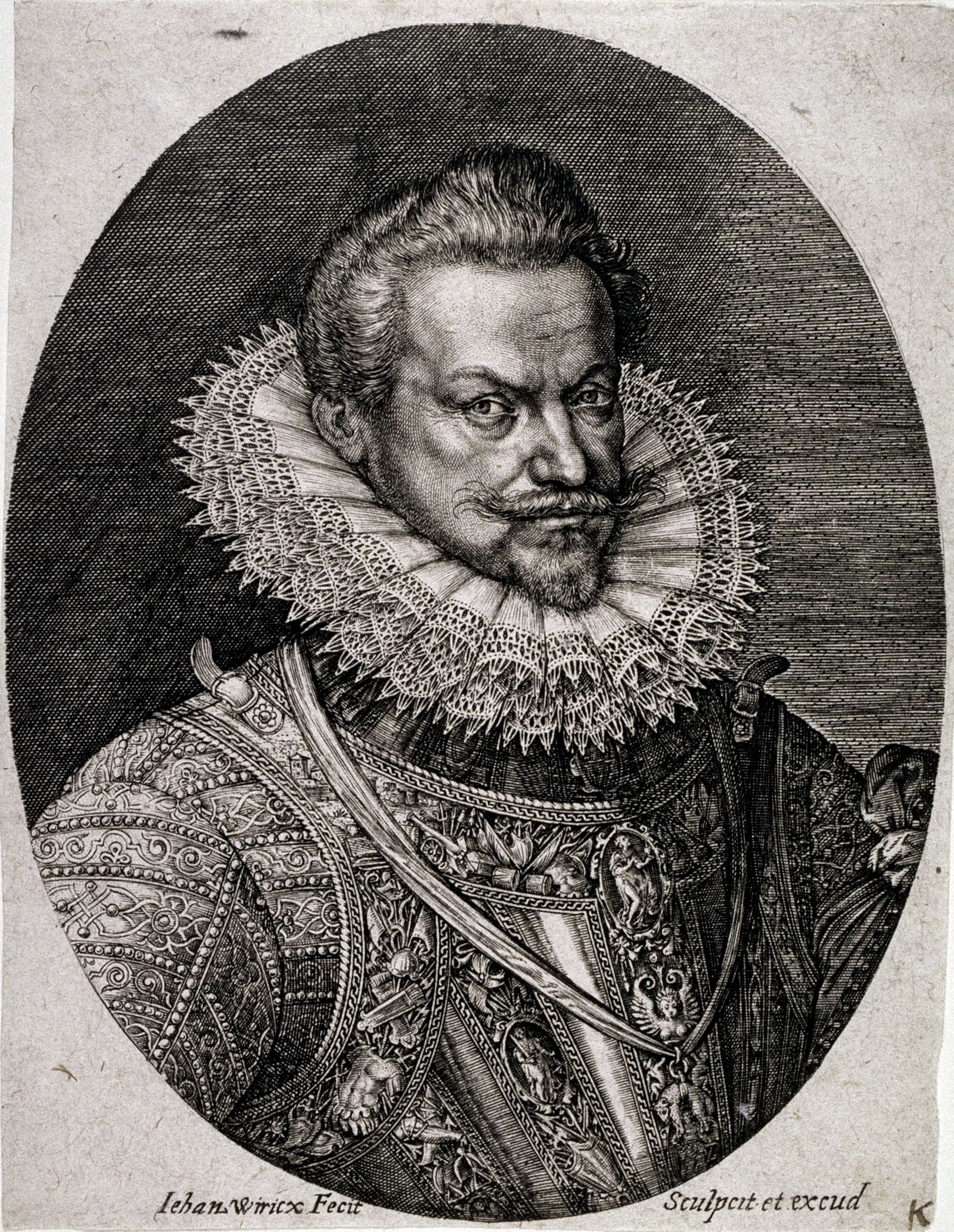
Ritratto di Filippo Guglielmo d'Orange

Jan o Johan o Johannes Wierix, o Wiericz o Wierx o Wiricx (Anversa, 1549 – Bruxelles, 1620  circa), è stato un incisore, pittore e miniaturista fiammingo appartenente ad una famiglia di famosi incisori.

## Biografia

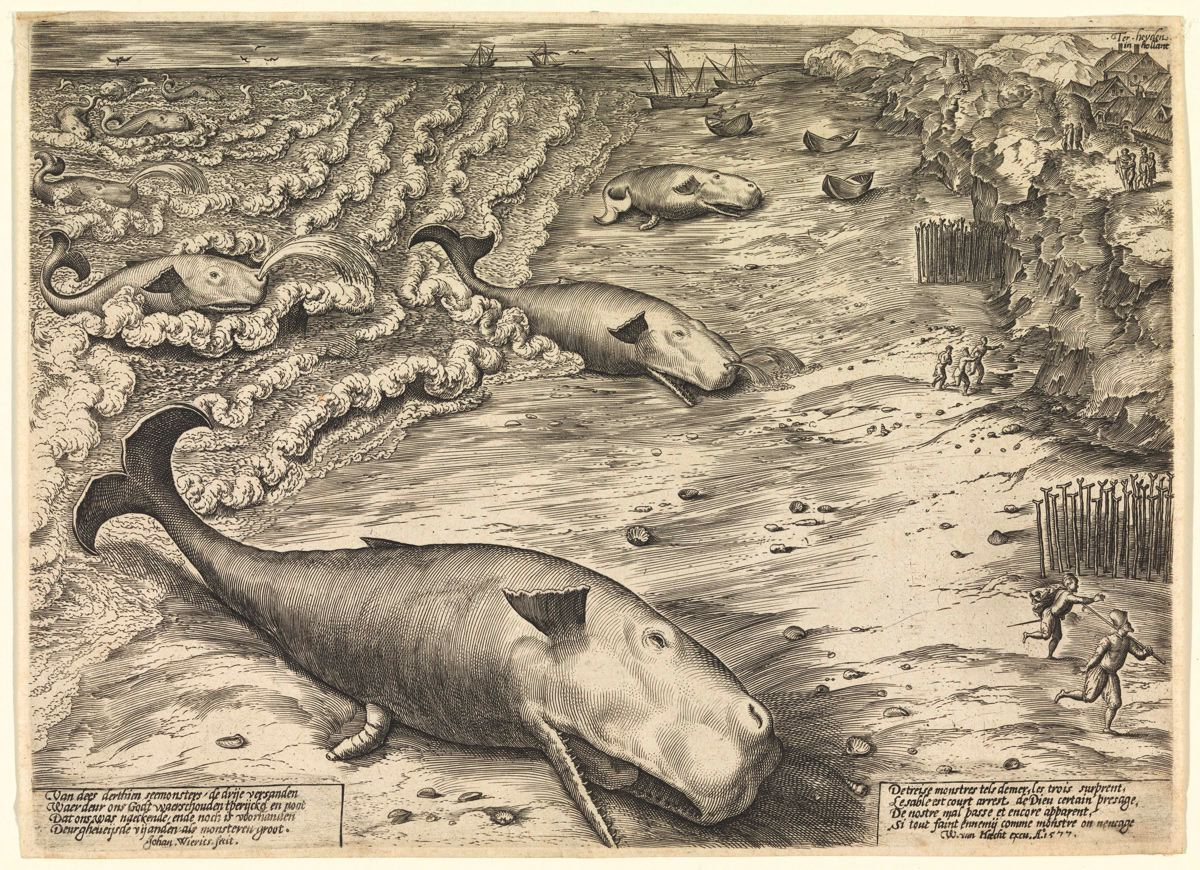
Tre capodogli spiaggiati (1577)

Figlio di Antonie o Anthonis e di Cornélie Embrechts e fratello di Hieronymus e Antonie II, iniziò la carriera artistica nella sua città natale a partire dal 1561. Probabilmente fu istruito dal padre nell'arte dell'incisione e, come parte del suo addestramento, tra il 1563 e il 1565 eseguì copie di opere del Dürer e di altri artisti. Le sue prime opere datate furono pubblicate nel 1568. Negli anni seguenti iniziò a lavorare presso la casa editrice Officina Plantiniana di Christophe Plantin, che, nel 1570, assunse anche suo fratello Hieronymus e che già negli anni 1570-1571 pagava i suoi debiti per il bere. Nel 1572 entrò a far parte della locale Corporazione di San Luca come incisore su rame (copersnyder). Tra il 1575 e il 1576 fu attivo a Delft, per poi ritornare ad operare ad Anversa. Il 28 novembre 1576 sposò Elisabeth Bloemsteyn o Bloemsteen nella Chiesa di San Giacomo ad Anversa. Nel 1577 fu di nuovo a Delft fino al 1579, mentre tra il 1581 e il 1594 fu segnalato nella sua città natale. Il 15 novembre 1578, mentre si trovava a Delft, inviò una procura alla moglie affinché potesse vendere una parte dell'eredità della famiglia Embrechts, in modo da poter assumere la qualifica di incisore su metallo (plaetsnyder). Tra il 1609 e il 1620 operò a Bruxelles. La data di morte è incerta, ma sicuramente fu attivo almeno fino al 1615, anno di datazione della sua opera Orfeo incanta gli animali, dove, accanto al nome, indicò anche la sua età (67 anni). Questa indicazione, così come pure gli anni indicati in altre opere giovanili, ci permettono di ricavare l'anno della sua nascita.
Realizzò soprattutto ritratti, paesaggi e rappresentò soggetti religiosi, producendo anche stampe devozionali. Lavorò, come pure i fratelli, al servizio della Compagnia di Gesù ed eseguì i ritratti dei personaggi illustri dell'epoca. La maggior parte delle sue incisioni sono di piccole dimensioni e molto ben rifinite. Secondo Alvin, è dei tre fratelli quello con lo stile più originale.
Fu suo allievo Hendrik Hondius.

## Opere
- Ritratto di Filippo Guglielmo d'Orange, incisione[7]
- Tre capodogli spiaggiati, incisione, 1577[8]
- Ritratto di Maximilien de Hénin-Liétard, graaf van Boussu, incisione, 1592, Museo Boijmans Van Beuningen, Rotterdam[9]
- Ritratto di Jan van Amstel, incisione in collaborazione con Hieronymus Wierix, 15,4 x 12,6 cm, iscrizione in alto a sinistra IH.W, 1572, Museo Boijmans Van Beuningen, Rotterdam[10]
- Ritratto di Jan Gossaert, incisione da Pictorum aliquot Germaniae Inferioris Effigies di Dominicus Lampsonius, 1572[11]
- Ritratto di Lucas van Leyden, incisione da Pictorum aliquot Germaniae Inferioris Effigies di Dominicus Lampsonius, 1572[12]
- Ritratto di Volcxken Diericx, moglie di Hieronymus Cock, incisione, 1579[13]
- L'adorazione dei Magi, incisione su avorio, 6 x 11,5 cm, 1590-1600, Walters Art Museum, Baltimora[14]